# Aubigny-la-Ronce
Aubigny-la-Ronce è un comune francese di 174 abitanti situato nel dipartimento della Côte-d'Or, nella regione della Borgogna-Franca Contea.

## Società

### Evoluzione demografica
Abitanti censiti